# Ksar d'Aït-ben-Haddou
Pour les articles homonymes, voir Ben Haddou.
Le ksar d'Aït-ben-Haddou (en chleuh : ⴰⵢⵜ ⵃⴰⴷⴷⵓ, en arabe : آيت بن حدّو) est un ksar (Ighrem, en chleuh) au Maroc, situé dans la province de Ouarzazate. Il est inscrit sur la liste du patrimoine mondial de l'UNESCO.
Pendant le protectorat français, le ksar était surnommé « le Mont-saint-Michel des Chleuhs ».

## Situation

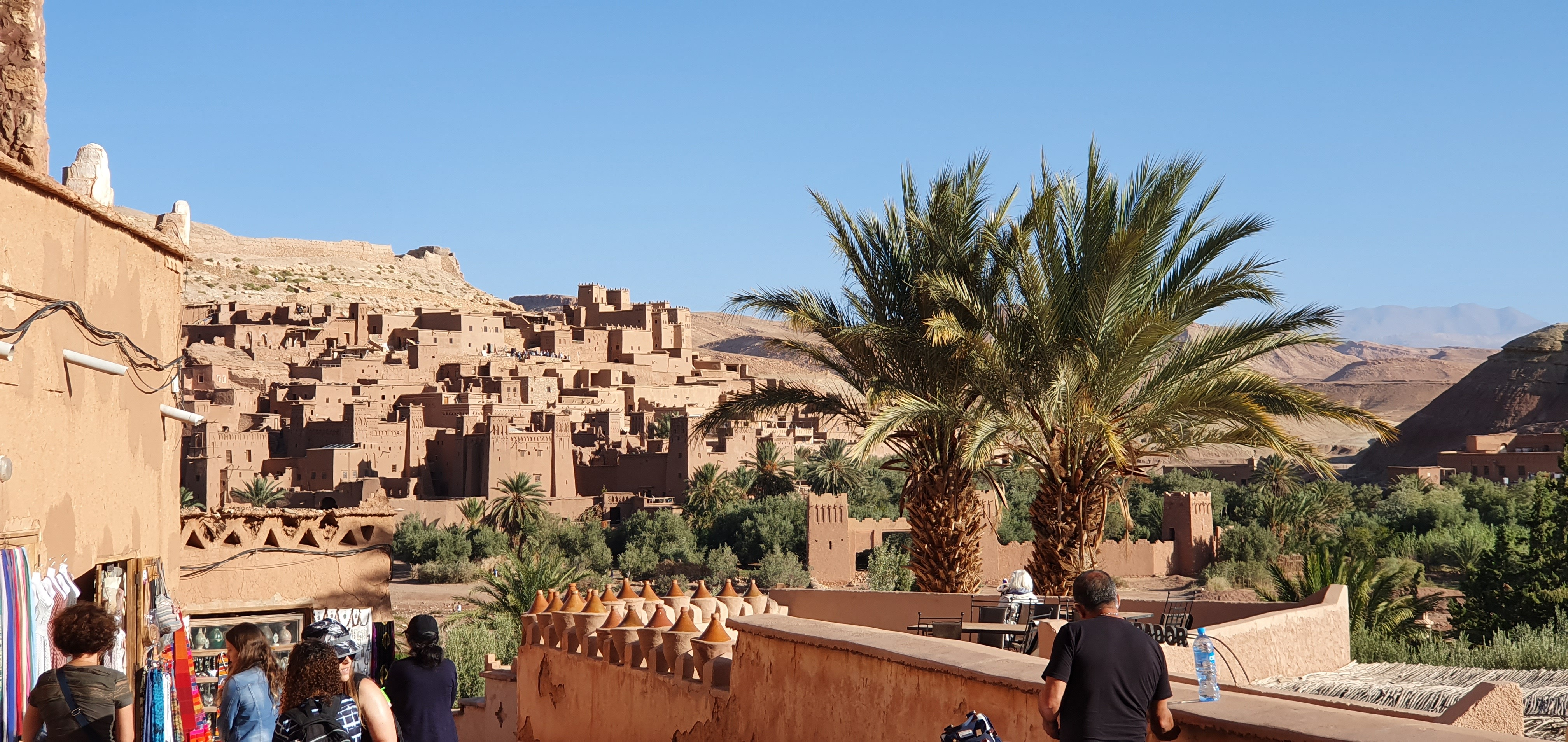
Visite du ksar

Aït-ben-Haddou est situé à 30 km de Ouarzazate, dans la vallée de l’Ounila, au sud de Télouet, fief du Glaoui, vallée qui était un point de passage traditionnel des caravanes reliant Marrakech au sud du Sahara,.

## Architecture

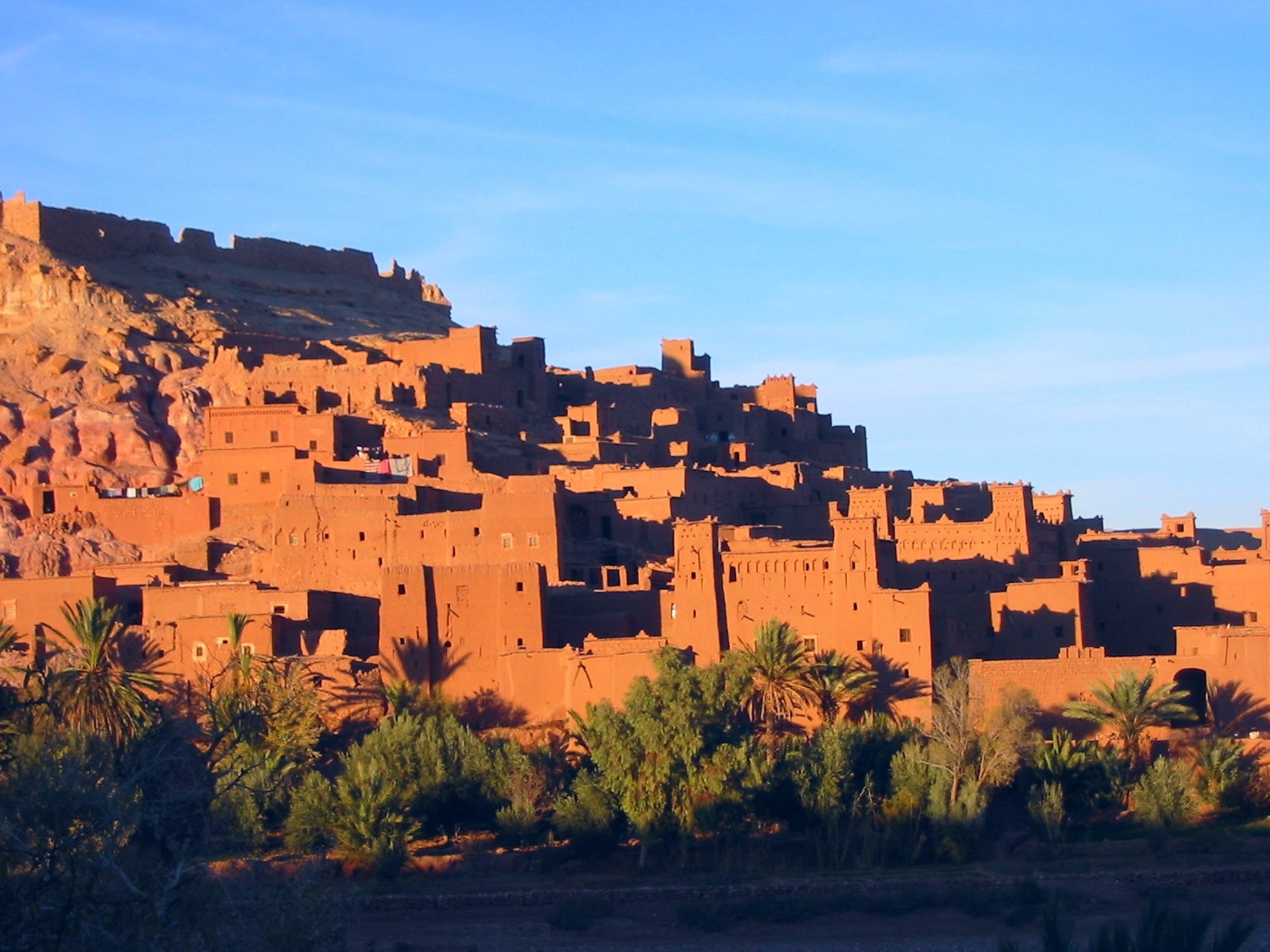
Coucher de soleil sur le ksar

C’est un exemple frappant de l'architecture du sud marocain traditionnel, sur le flanc d’une colline au sommet de laquelle se trouve un grenier collectif (un agadir).
Le village se présente comme un ensemble de bâtiments de terre entourés de murailles, le ksar, qui est un type d'habitat traditionnel présaharien. Les maisons se regroupent à l'intérieur de ses murs défensifs renforcés par des tours d'angle. Certaines de ses habitations semblent être de petits châteaux avec leurs hautes tours décorées de motifs en brique crue. Les plus anciennes constructions dateraient du XVIIe siècle. Le site aurait d'ailleurs été l'un des nombreux comptoirs de la route commerciale qui reliait l'Afrique saharienne à Marrakech - on peut encore y voir un fondouk (caravansérail).
Tout autour de ce douar un ensemble de villages se regroupe. Au pied de la colline coule l'oued Maleh, dont le nom signifie « rivière salée ». L'eau est impropre à la consommation car très chargée en sel.
Les habitants de ces douars sont pour la plupart des berbères anciennement nomades qui ont ensuite choisi la sédentarité pour des raisons diverses.

### Matériaux de construction

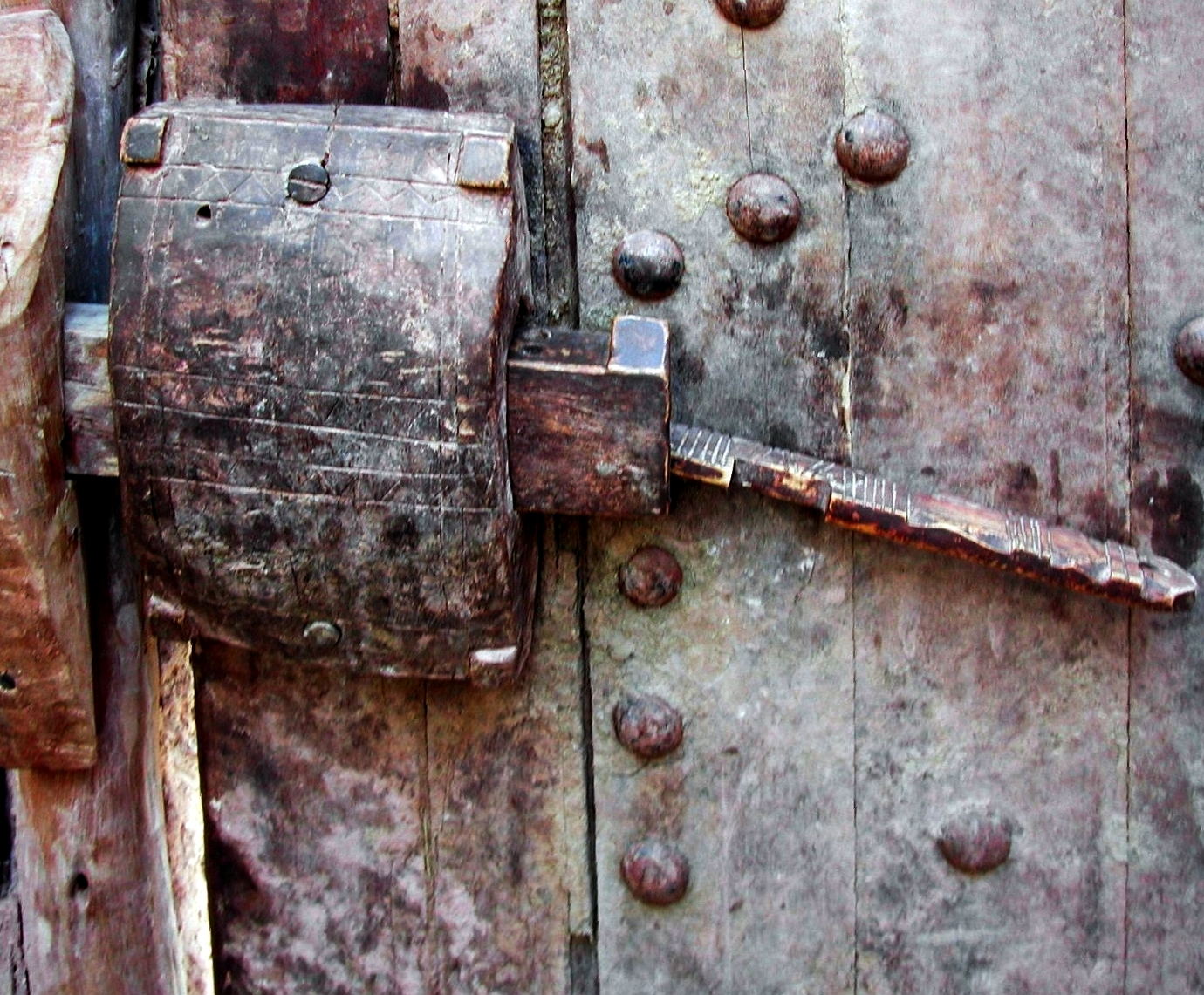
Serrure en bois d'Aït-Ben-Haddou

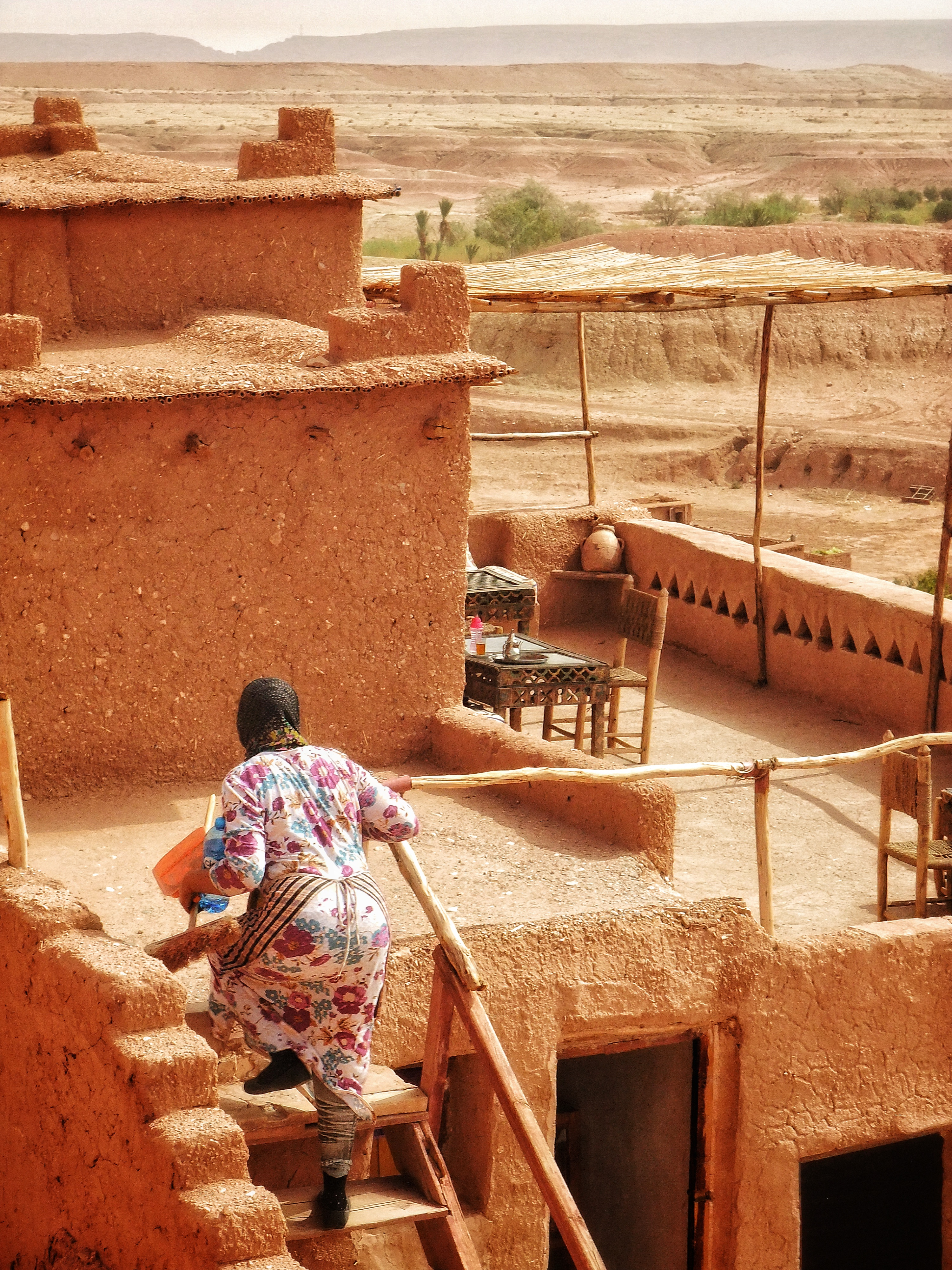
Bâtisses à Aït-ben-Haddou.

Les bâtisses du ksar sont entièrement construites en pisé, avec des planchers en bois. Le pisé (en arabe: al-louh اللوح) se présente comme un matériau très pratique et rentable, mais nécessitant un entretien permanent. Il se compose de terre compressée et d'argile, généralement mélangées à d'autres matériaux favorisant l'adhérence.

## Site du patrimoine mondial
Le ksar d'Aït-ben-Haddou est inscrit sur la liste du patrimoine mondial de l'UNESCO depuis 1987. Son inscription repose sur les criteres (iv) et (v).

## Éponyme
Amghar Ben Haddou, ancien chef du village et dont l'éponyme fut donné au lieu par la suite, habitait l'emplacement du ksar dès l'époque des Almoravides (XIe siècle) pour le gouverner.

## Plateau de tournage
Plusieurs films et séries TV y ont été tournés parmi lesquels  :
- Ali Baba et les Quarante Voleurs (1954)[11]
- Lawrence d'Arabie (1962)
- Sodome et Gomorrhe (1962)
- Cent Mille Dollars au soleil (1964)
- Œdipe roi (1967)
- L'Homme qui voulut être roi (1975)
- Le Message (1976)
- Jésus de Nazareth (1977)
- Bandits, bandits (1981)
- Le Diamant du Nil (1985)
- Tuer n'est pas jouer (1987)
- La Dernière Tentation du Christ (1988)
- Un thé au Sahara (1990)
- Kundun (1997)
- Légionnaire (1998)
- La Momie (1999)
- Gladiator (2000)
- Alexandre (2004)
- Kingdom of Heaven (2005)
- Babel (2006)
- Prince of Persia : Les Sables du Temps (2010)
- Game of Thrones (saison 3, 2013)[12]
- Toutânkhamon : Le Pharaon maudit (2015)
- Queen of the Desert (2015)
- Dishoom (2016)
- Seneca (2023)
- Gladiator II (2024)[13]
- Marie (2024)
- Outer Banks (saison 4, 2024)
- L'Odyssée (2026)[14]